# 吕萨克堡站
吕萨克堡站是法国的一个铁路车站，位于法国中西部城市吕萨克堡。

## 位置
吕萨克堡站位于吕萨克堡市区的北部，普瓦捷－利摩日铁路40.544公里处。车站大致呈东西走向，开口朝南，面向市区。

## 设施
吕萨克堡站是一个无人看守的乘降所，原有的站房已另作它用，站内设有自动售票机等设施。
吕萨克堡站内没有人行天桥或地下通道，前往下行方向站台的乘客需横穿铁路路軌，因此该站存在一定的安全隐患。

## 停靠线路
以下列车线路在吕萨克堡站停靠：
| 吕萨克堡站列车线路表 |      |                        |          |              |
| 线路                 | 车种 | 上一站                 | 下一站   | 大致运行频率 |
| 普瓦捷—利摩日        | TER  | 普瓦捷/米尼亚卢-努瓦耶 | 蒙莫里永 | 每天4~11趟   |
| 1.                   |      |                        |          |              |

## 配套交通

### 长途客车
| 停靠吕萨克堡站的大巴车   |                                   |                                                                  |
| 上下车地点               | 运营单位                          | 主要线路及目的地                                                 |
| 吕萨克堡站 门口          | 维埃纳省城际客运 Lignes en Vienne | 301 ：蒙莫里永 · 西沃 · 绍维尼 302 ：L'Isle-Jourdain             |
| 吕萨克堡站 门口          | SNCF Car TER                      | - 当铁路线施工或罢工时，SNCF可能会提供途径该线路沿途站点的大巴车 |
| 吕萨克堡市区 Rue du Quai | Flixbus                           | - 741线：南特 · 布雷叙尔 · 普瓦捷 · 利摩日 · 蒙托邦 · 图卢兹     |
| 1. 2. 3. 4.              |                                   |                                                                  |

### 市内交通
吕萨克堡站附近暂无城市公共交通线路。

### 社会车辆
吕萨克堡站门口可停靠少量社会车辆。

## 临近车站
| 吕萨克堡站（Gare de Lussac-les-Châteaux） |                    |                     |
| 上行车站                                  | 线路               | 下行车站            |
| 米尼亚卢-努瓦耶站 29.2km ←                | 普瓦捷－利摩日铁路 | 蒙莫里永站 → 12.8km |
| - 本表仅显示运营中的线路及车站            |                    |                     |